# Spathius philoctetes
Spathius philoctetes är en stekelart som beskrevs av Nixon 1943. Spathius philoctetes ingår i släktet Spathius och familjen bracksteklar. Inga underarter finns listade i Catalogue of Life.